# Penobscot-öböl
Koordináták: é. sz. 44° 11′ 14″, ny. h. 68° 55′ 16″44.187222°N 68.921111°W

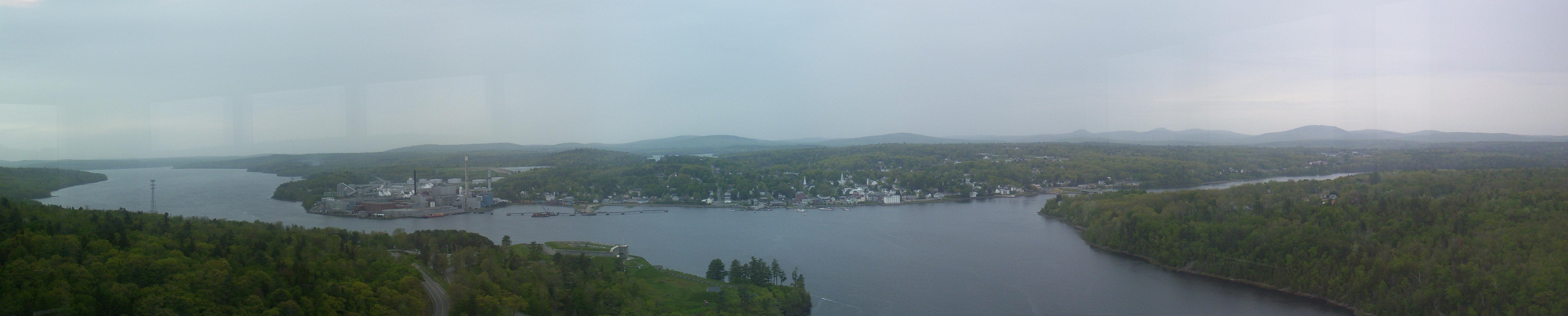
A Penobscot-öböl Bucksportnál

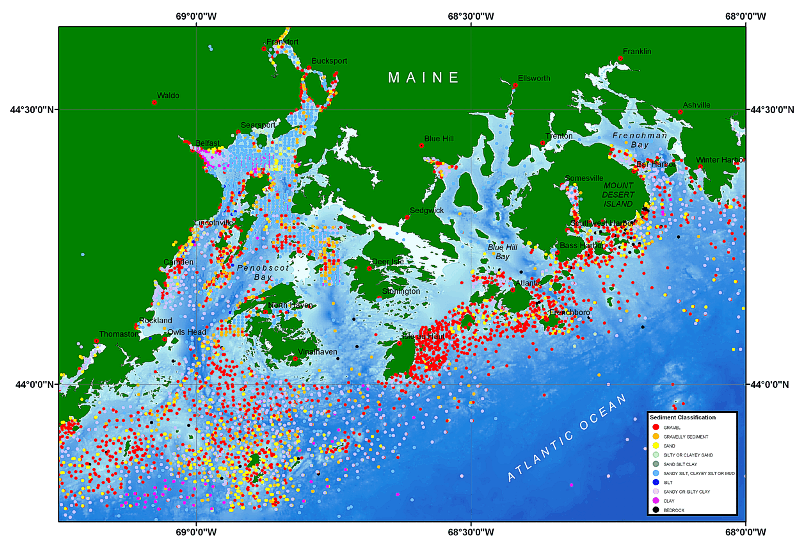
A Penobscot-öböl térképe

A Penobscot-öböl az Atlanti-óceán egyik kiöblösödése az Egyesült Államokbeli Maine állam magasságában, egyben a Penobscot folyó tölcsértorkolata. Vizét számos sziget tarkítja, közülük jó néhány neves nyári turistaparadicsom. Az egykor a – fejlett fafeldolgozó ipara, és a folyón zajló faúsztatás révén – „Fűrészelt Fa Fővárosa” néven is emlegetett Bangor tengeri kijárataként szolgál. Az öbölmente hagyományosan a wabanaki indiánokhoz tartozó penobscot törzs szálláshelye, régi táboraik maradványai a mai napig fellelhetőek a parton és a szigeteken. A törzs az európaiak megérkezése előtt halászó-vadászó-gyűjtögető életmódot folytatott, a parton kagylógyűjtéssel is foglalkoztak.

## Szigetek
- Isle au Haut
- Islesboro
- North Haven
- Vinalhaven
- Sears-sziget
- Great Spruce Head
- Butter-sziget
- Bear-sziget
- Nautilus-sziget

## Városok a nyugati parton
- Rockland
- Rockport
- Camden
- Lincolnville
- Northport
- Belfast
- Searsport
- Stockton Springs
- Verona Island

## Városok a keleti parton
- Bucksport
- West Penobscot
- Penobscot
- Castine
- Harborside
- Little Deer Isle
- Deer Isle
- Stonington

## Fordítás
- Ez a szócikk részben vagy egészben  a   Penobscot Bay című angol Wikipédia-szócikk ezen változatának fordításán alapul.  Az eredeti cikk szerkesztőit annak laptörténete sorolja fel. Ez a jelzés csupán a megfogalmazás eredetét és a szerzői jogokat jelzi, nem szolgál a cikkben szereplő információk forrásmegjelöléseként.